# 王乃宁
王乃宁（1931年—2014年），男，浙江杭州人，中国光散射颗粒测量专家，曾任上海机械学院教授、博士生导师。